# Marder II
Marder II là tên một loại pháo tự hành diệt tăng phục vụ cho lực lượng Đức Quốc xã trong thế chiến II. Nó được lắp ráp dựa trên khung tăng Panzer II và trang bị pháo chính 7.5 cm PaK 40.

## Sự ra đời
Trong cuộc hành quân Barbarossa, lực lượng thiết giáp Đức đã thực sự bất ngờ trước hai dòng tăng mới của Liên Xô là T-34 và KV. Mặc dù Wehrmacht đã đánh chiếm và tiêu diệt nhiều cụm quân Liên Xô cũng như thành công trong chiến dịch đánh nhanh thắng nhanh, bao vây và chia cắt kẻ thù, nhưng quân Đức vẫn thiếu các loại pháo tự hành chống tăng như Panzerjäger I để có thể tăng thêm tính hiệu quả cho chiến dịch.
Dự án Marder được thành lập nhằm thiết kế một dòng pháo tự hành chống tăng mới. Nhiều mẫu khung đã được chọn lựa, trong đó có cả khung Panzer-II, Panzer-III, Lorraine Schlepper. Cuối cùng mẫu Panzer-II được chọn làm khung cho Marder II. Khung Panzer-II tạo cho Marder II thêm chỗ trống để chứa đạn và lắp pháo. Marder II được trang bị pháo 7.5 cm PaK 40 hoặc một loại pháo mới được chế lại từ pháo 7.62 cm F-22 mẫu 1936 của Hồng Quân. OKH đã chỉ thị sản xuất một số lượng lớn hai loại pháo trên trước năm 1941, nhằm có đủ cung cấp cho chiến dịch xâm lược Liên Xô.

## Sản xuất

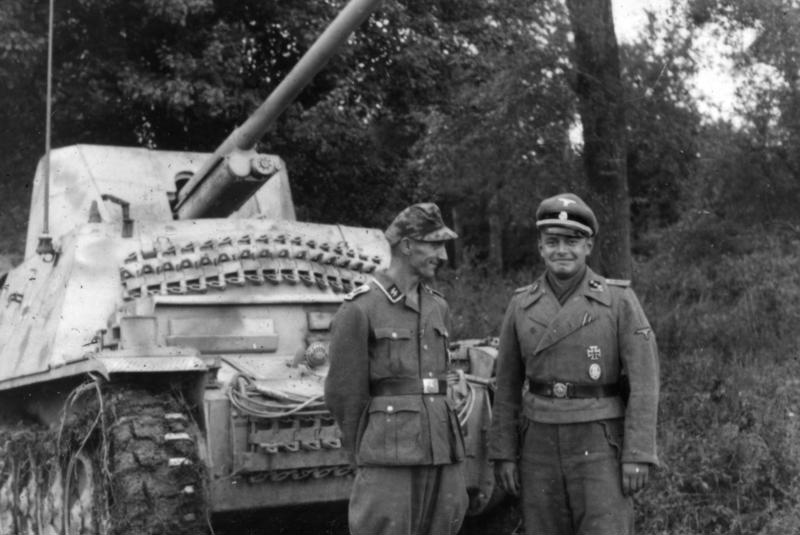
Một sĩ quan Waffen SS đứng cạnh chiếc Marder II (biến thể của phiên bản Sd.Kfz.132, lắp trên khung tăng Panzer II Ausf.D/E, trang bị pháo 76 ly) đâu đó ở phía Nam Liên Xô

Việc sản xuất Marder II được chia làm hai giai đoạn:
- Giai đoạn đầu: Marder II (Sd.Kfz.132) trong giai đoạn này được lắp ráp khung tăng Panzer II Ausf.D/E và Flammpanzer II　với hệ thống treo Christie, trang bị pháo chính 7.5 cm PaK 40 (ban đầu là pháo Soviet 7.62 cm) - nhằm tăng độ xuyên giáp. Marder II giai đoạn này có chiều cao thân tăng cũng như tháp pháo khá khiêm tốn (chỉ có 2.6 m), phần giáp trước chỉ dày có 30 mm và 10–15 mm ở hai bên thân. Do không có bọc giáp chỗ tháp pháo nên kíp chiến đấu rất dễ bị tổn thương. Alkett và Wegmann sản xuất được khoảng 201 chiếc Marder II (Sd.Kfz.132) từ năm 1943-1943.
- Giai đoạn thứ hai: Marder II (Sd.Kfz.131) giai đoạn này được lắp ráp dựa trên khung tăng Panzer II Ausf.A-C-F. Marder Sd.Kfz.131 được trang bị pháo chính 7.5 cm PaK 40. Phiên bản này giảm chiều cao tháp pháo xuống thêm 40 cm nữa (2.6 m thành 2.20 m). Phần giáp trước được gia cố lại, giáp hai bên sườn giữ nguyên và Daimler-Benz thêm phần giáp bọc trên tháp pháo. FAMO, MAN và Daimler-Benz tham gia sản xuất được khoảng 651 chiếc Marder II (Sd.Kfz.131) từ tháng 6 năm 1942 đến năm 1944.

## Lịch sử hoạt động

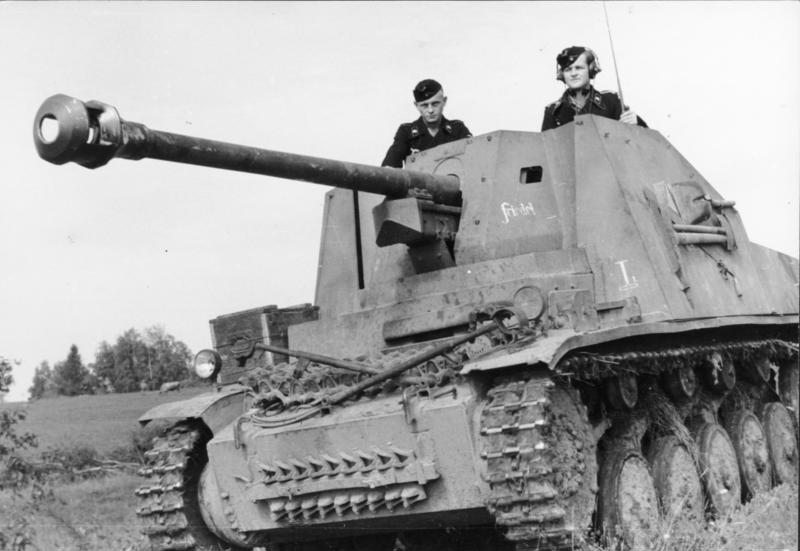
Một chiếc Marder II (Sd.Kfz.131) tại Liên Xô, năm 1943

Toàn bộ số Marder II được huy động tham gia toàn bộ các trận chiến ở cả hai mặt trận, nhưng chủ yếu là hoạt động ở mặt trận phía Đông.
Marder II được phân vào các sư đoàn Panzerjäger Abteilungen, SS và thậm chí cả hoạt động cho cả Luftwaffe.
Điểm yếu nhất của Marder II chính là lớp giáp bọc quá mỏng, phần tháp pháo quá thấp khiến cho bộ binh dễ dàng tấn công bằng lựu đạn hoặc súng bắn tỉa bình thường. Ngoài ra, động cơ yếu làm cho Marder II di chuyển không nhanh lắm và dễ trở thành mục tiêu cho lực lượng thiết giáp đối phương.
Marder II không thể hoạt động trong thành phố vì có khá nhiều điểm yếu khiến cho bộ binh dễ dàng tiếp cận và tiêu diệt. Tuy nhiên nếu như biết cách sử dụng Marder II với vai trò các ụ pháo tự hành thì sức sát thương của nó sẽ rất lớn. Trong thực tế, quân Đức không bao giờ sử dụng Marder II trong vùng nội thành (urban) mà chỉ toàn sử dụng nó tại các pháo đài, ụ pháo canh phòng,...